# Tyúkhúr
| Energia 0 kcal 0 kJ                                                                                     |         |
| Szénhidrátok                                                                                            | 63.9 g  |
| - Étkezési rostok 20.5 g                                                                                |         |
| Zsír | 1.48 g  |
| Fehérje                                                                                                 | 24.23 g |
| Tiamin (B1-vitamin) 0.02 mg                                                                             | 2%      |
| Riboflavin (B2-vitamin) 0.14 mg                                                                         | 12%     |
| Niacin (B3-vitamin) 0.51 mg                                                                             | 3%      |
| C-vitamin 375 mg                                                                                        | 452%    |
| Kalcium 27.99 mg                                                                                        | 3%      |
| Vas 1.372 mg                                                                                            | 11%     |
| Magnézium 0.9813 mg                                                                                     | 0%      |
| Mangán 0.0913 mg                                                                                        | 4%      |
| Foszfor 4.676 mg                                                                                        | 1%      |
| Kálium 8.647 mg                                                                                         | 0%      |
| Nátrium 6.328 mg                                                                                        | 0%      |
| Cink 0.289 mg                                                                                           | 3%      |
| A százalékos értékek az amerikai felnőttek számára javasolt napi mennyiségre (RDA) vonatkoznak. Forrás: |         |

A tyúkhúr vagy közönséges tyúkhúr (csibehúr, tikhúr, tyúkbegy) (Stellaria media) a szegfűvirágúak (Caryophyllales) rendjébe, ezen belül a szegfűfélék (Caryophyllaceae) családjába tartozó, általánosan elterjedt, a nitrogénben gazdag talajokat kedvelő gyomnövényfaj. Egyéves, hideg évszaki növény; ősszel vagy télen csírázik, majd áttelel.

## Előfordulása
Ez a növény Európában őshonos, azonban számos észak-amerikai térségbe is betelepítették.

## Alfaja
- Stellaria media subsp. cupaniana (Jord. & Fourr.) Nyman

## Megjelenése
A tyúkhúr vékony karógyökerével, heverő szárának csomóiból eredő bojtos gyökereivel szilárdan kapaszkodik a földben.
Levelei átellenesen állnak. A szár alsó levelei nyélbe keskenyednek.
Virágai aprók, fehérek, a levelek hónaljában vékony kocsányokon fejlődnek, magánosak vagy álernyős virágzatot alkotnak. Virágaiban a csészék szabadok, ami az Alsinoideae alcsalád jellemzője. A felső állású magházból fogakkal nyíló hosszúkás toktermés fejlődik. Egyedenként több ezer mag terem. A virágzás és a termés megjelenése időben nem különül el. A magvak 2 °C-on már csíráznak, csírázóképességüket 25 évig is megtarthatják a talajban. Kora tavasztól késő őszig virágzik, gyakran enyhe téli napokon is.
Szaponintartalma miatt fogyasztása nagyobb mennyiségben hasmenést, hányást okozhat egyes állatoknál (ló, szarvasmarha, bárány).

## Hatóanyagai
A-vitaminban, C-vitaminban, magnéziumban, foszforban és kvarcban gazdag.

## Gyógyhatásai, felhasználása
Vese- és májtisztító, kőoldó hatást tulajdonítanak neki. Tápláló, frissítő hatása miatt gyengélkedő betegeknek adják. A belőle főzött tea bevérzések ellen javasolt.
A nyers, fiatal hajtásokból saláta készíthető kellemes, édes íze miatt. Omlettekbe sütve, vagy levesbe, főzelékbe főzve is fogyasztják.
Klinikai kísérletek szerint a tyúkhúrnak antioxidáns, gyulladásgátló, fájdalomcsillapító, antidiabetikus és szorongásoldó hatása van. Emellett hatékony a következő betegségek ellen is:
- májbetegségek:
  - 6 nap alatt a hepatitisz B vírusok 25-28%-át elpusztította[4]
  - patkánykísérletekben, vizes kivonata javította a májspecifikus vérszérum szinteket[5]
- levelekből kivont SmAMP3 nevű peptidje gombaölő hatású,[6][7]
- elhízás,[8][9]

A növényt csak tiszta környezetben szabad gyűjteni, hogy elkerüljük a nehézfémekkel való szennyeződés kockázatát.
A tyúkhúrral való érintkezés során az emberek mindössze kb. 2%-a mutat allergiás reakciókat.

## Képgaléria

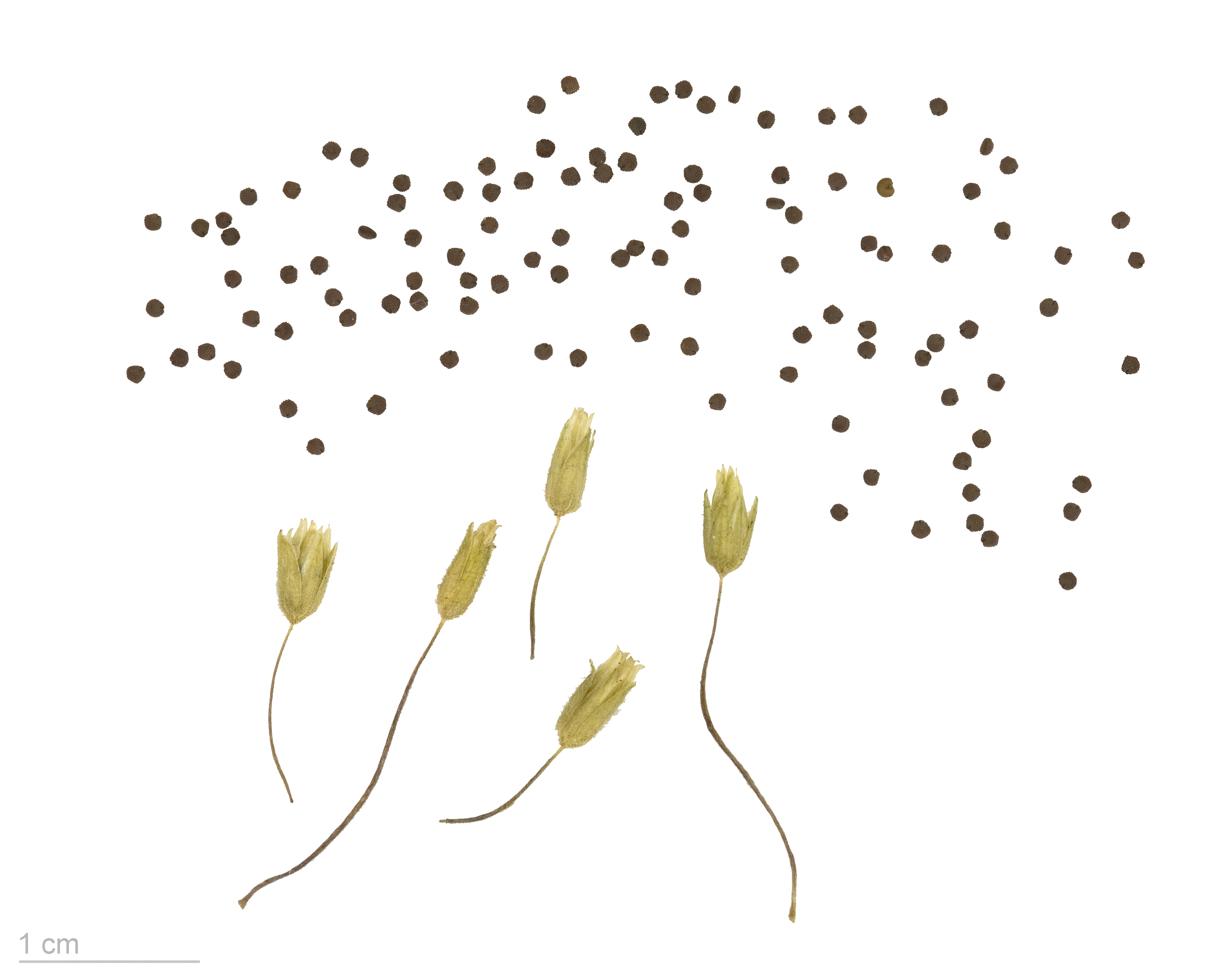
Stellaria media
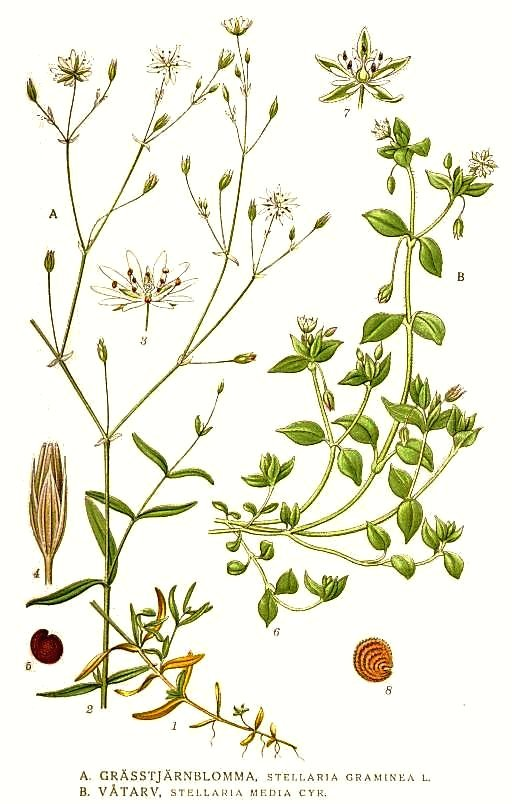
Illusztráció
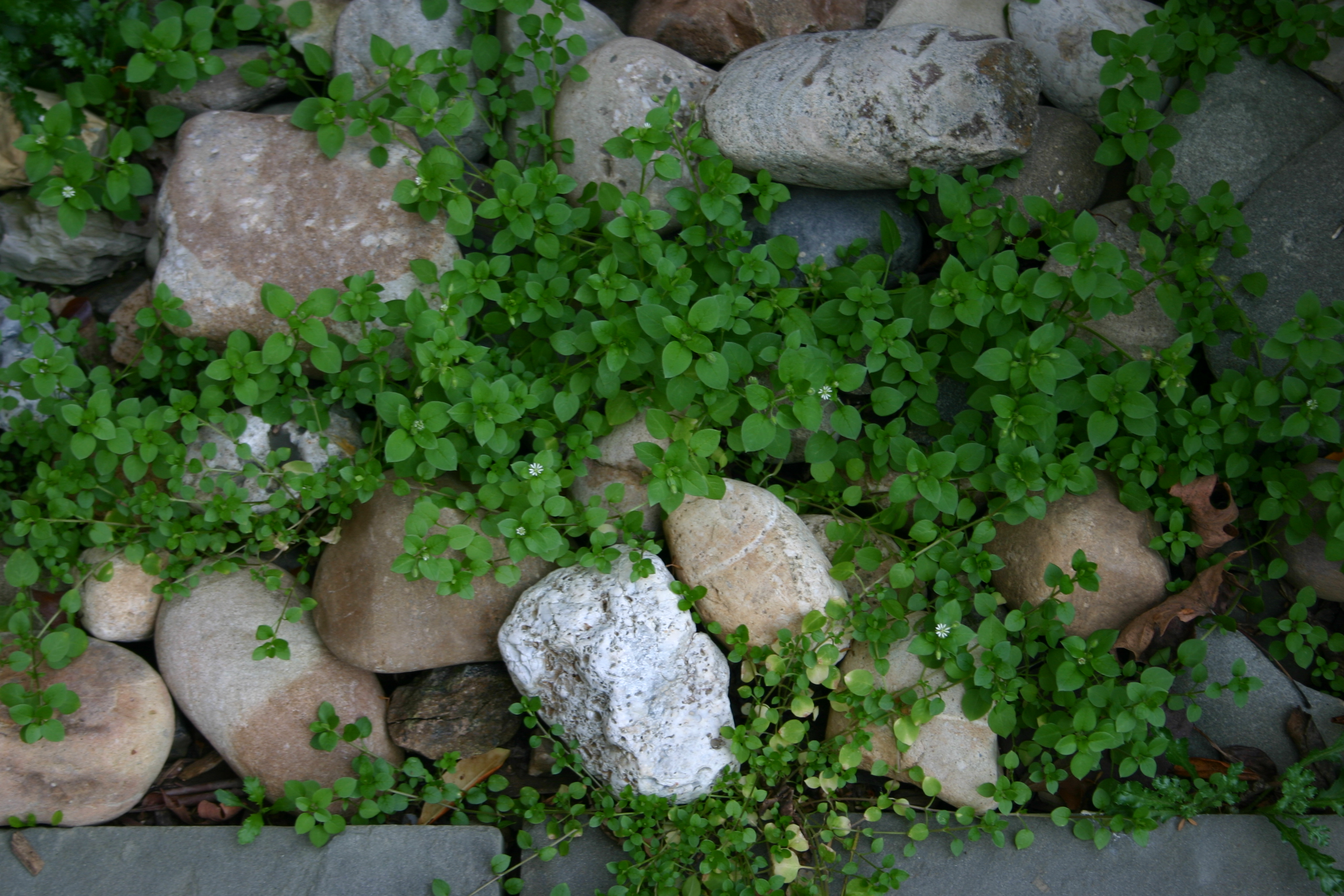
Gyakori előfordulása, kövek között
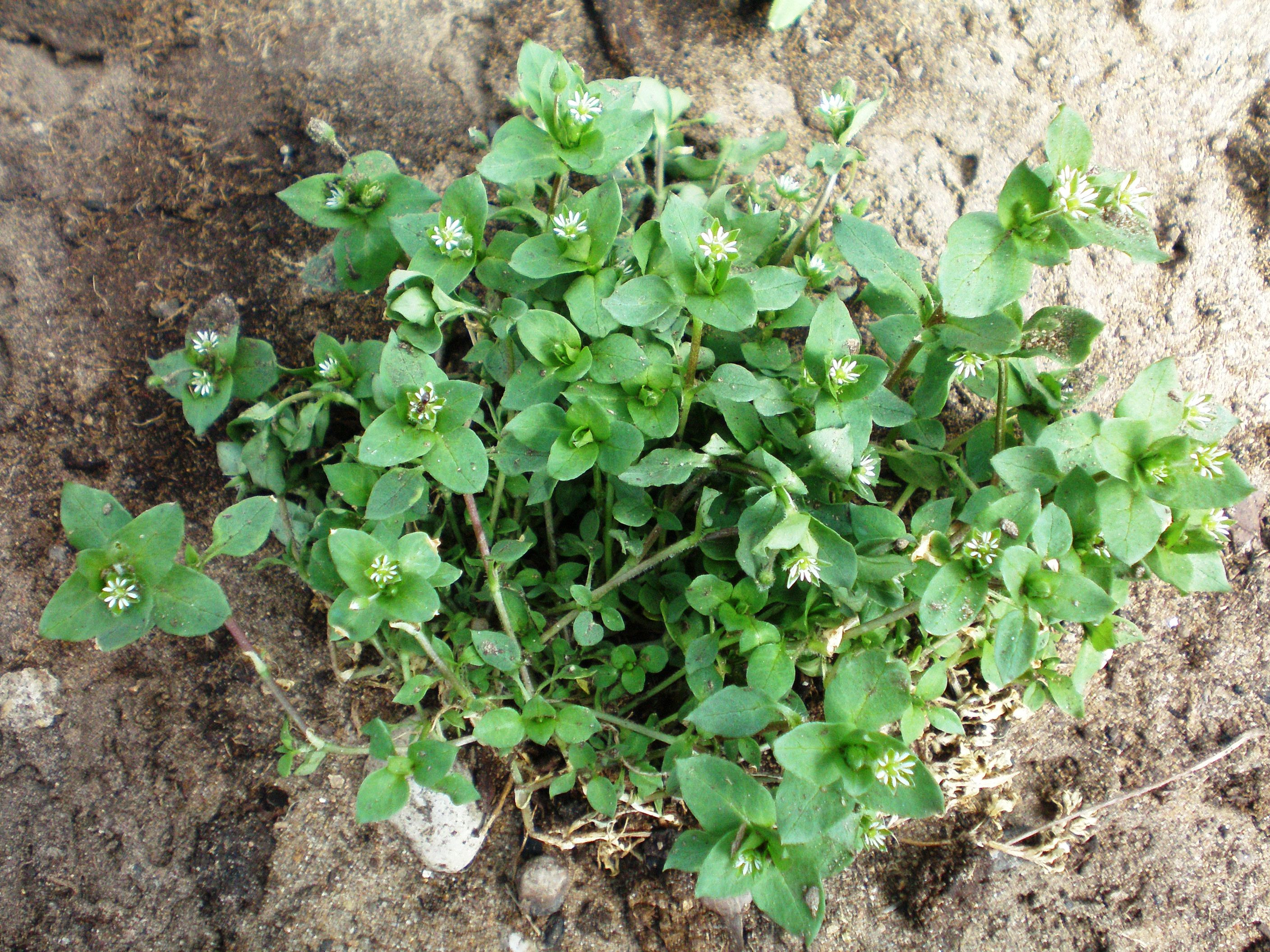
Kifejlett növény
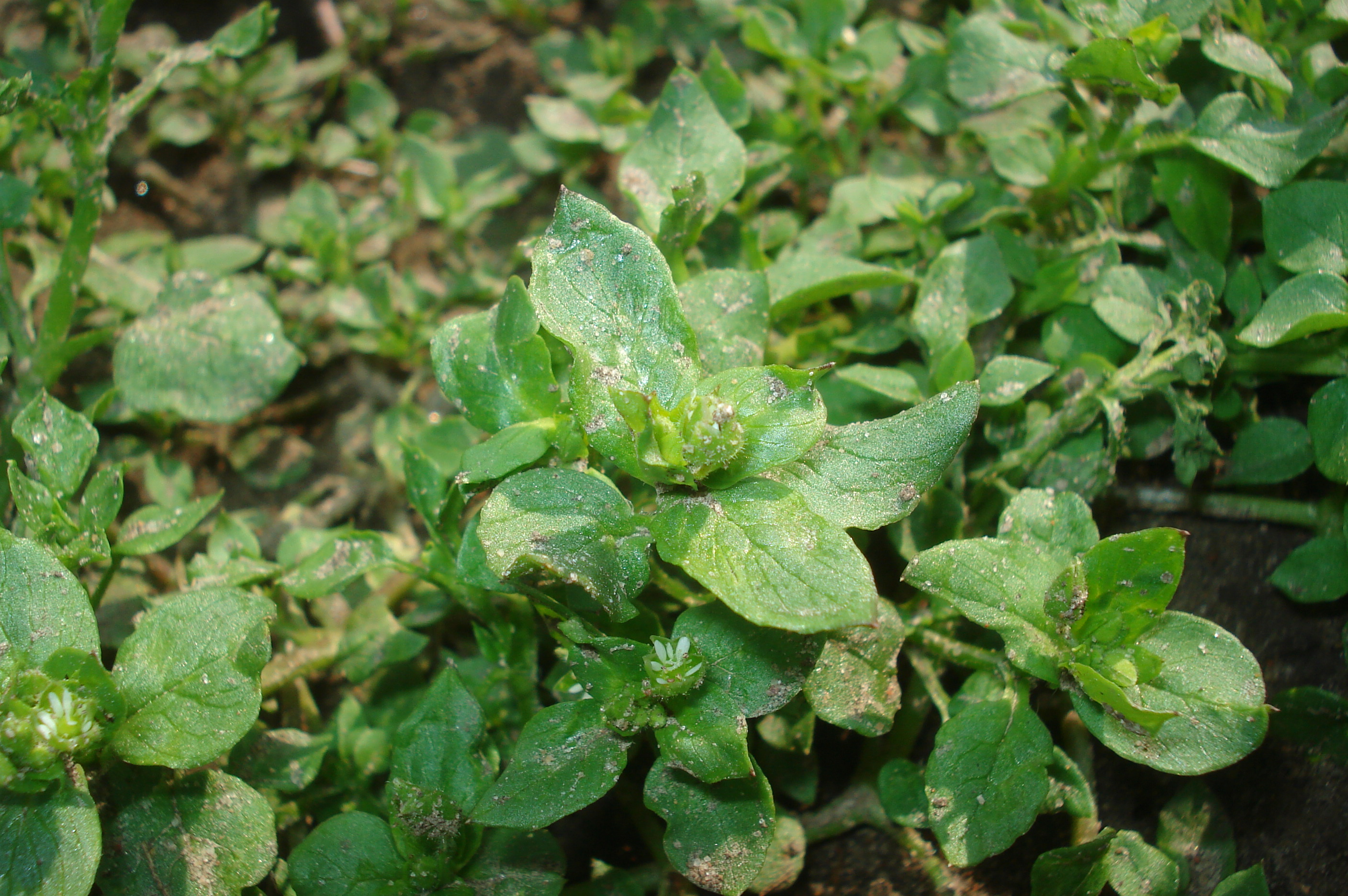
Levelei
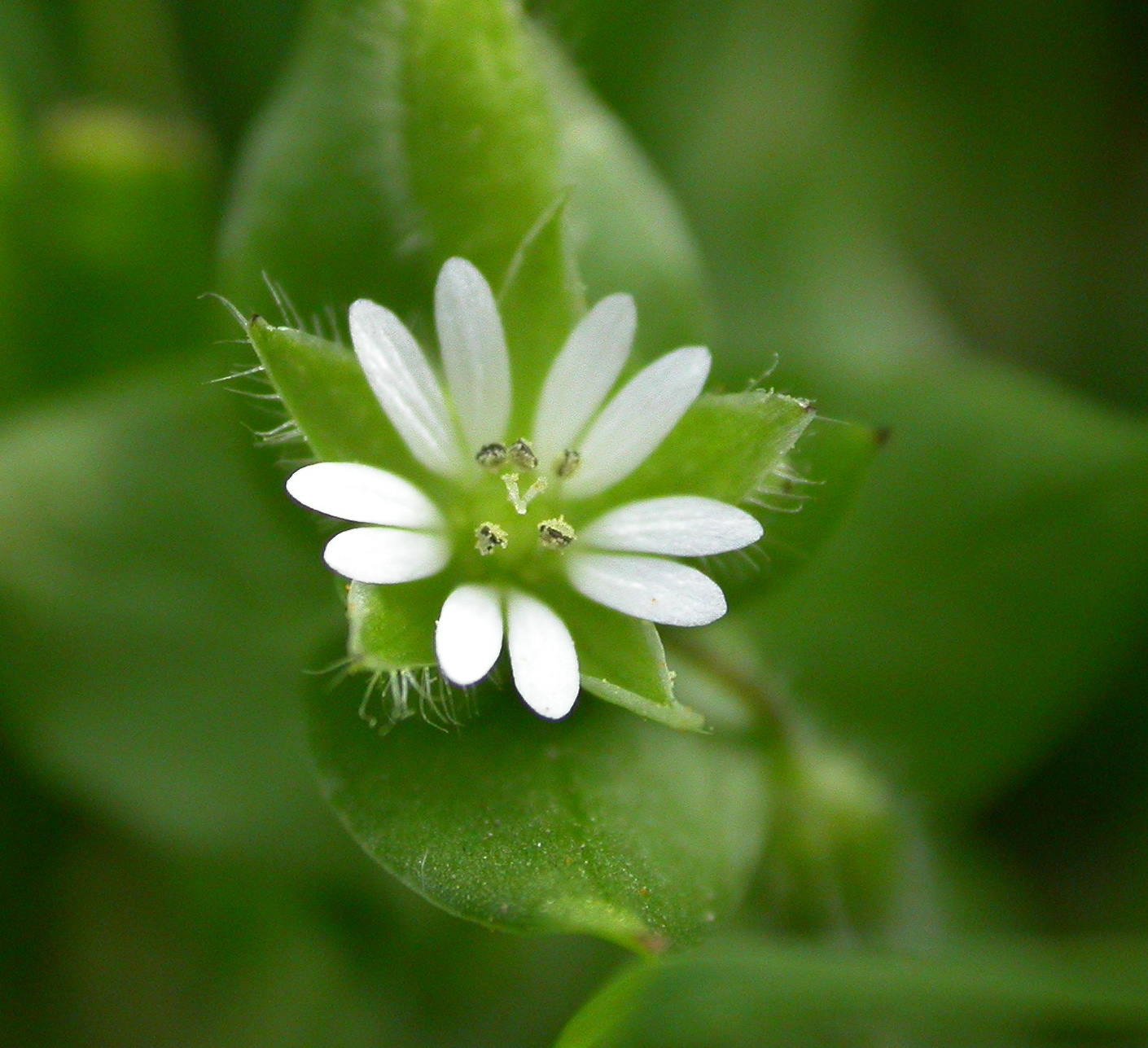
Virága
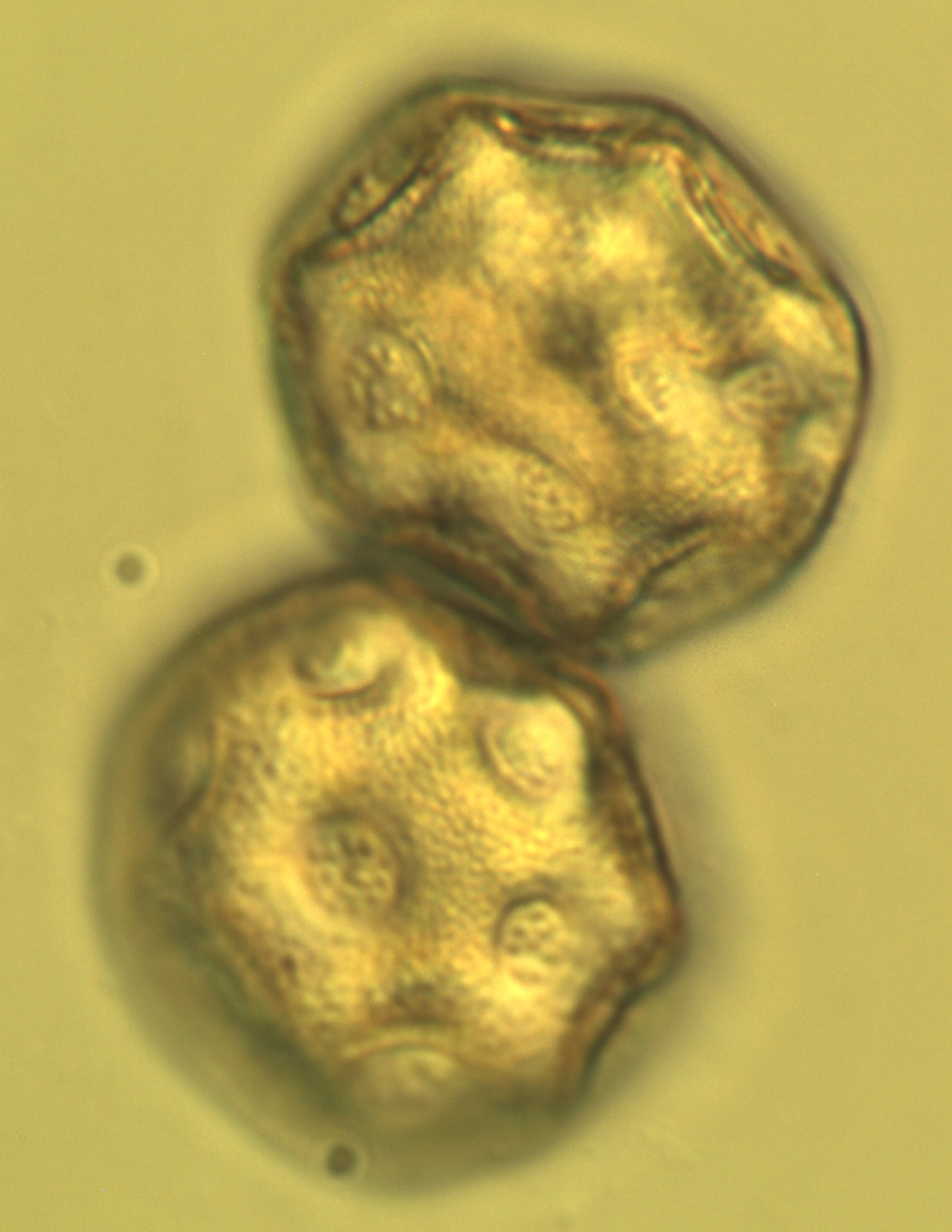
Pollenjeinek mikroszkopikus felvétele
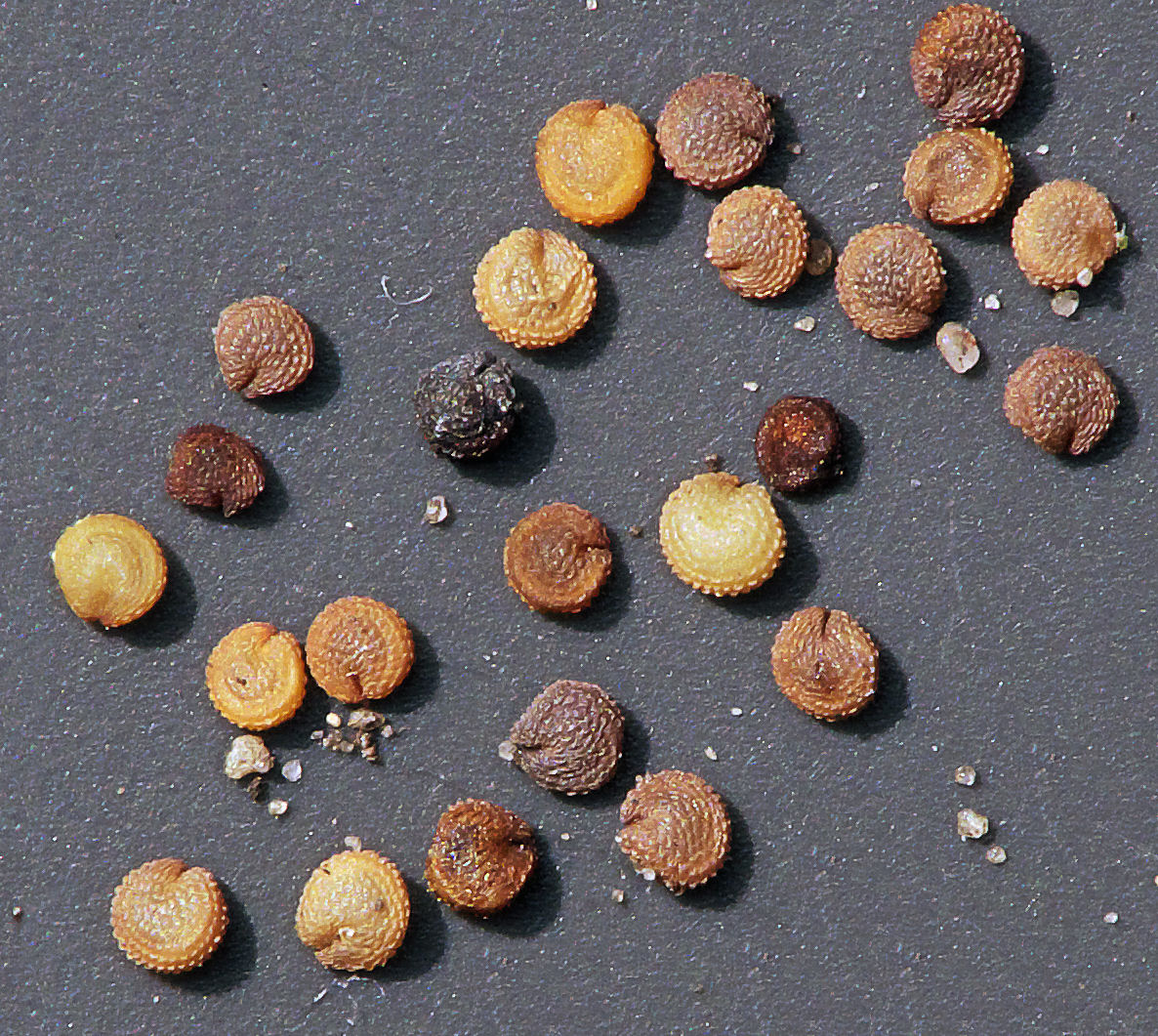
Magjai